# Ludwig Isenburg
Ludwig Friedrich Isenburg (* 14. April 1844 in Berlin; † 28. März 1918 in Ronshausen) war ein deutscher Gutsbesitzer und Mitglied des Preußischen Abgeordnetenhauses.

## Leben
Ludwig Isenburg wurde als Sohn des hessischen Oberstleutnants Richard Isenburg und dessen Ehefrau Fanny Friedrich geboren. Er war Hauptmann der Landwehr und beendete seine Dienste als Major. Er bewirtschaftete das Gut Ronshausen bei Bebra.
Von 1896 bis 1898 hatte er ein Mandat für das Preußische Abgeordnetenhaus. 